# Neurophyseta taiwanalis
Neurophyseta taiwanalis là một loài bướm đêm trong họ Crambidae.